# 毛遠新

毛遠新と毛沢東

毛 遠新（もう えんしん、MaoYuanxin、マオ・ユエンシン、毛远新、1941年2月14日 - ）は、毛沢東の甥で、文化大革命（文革）期の中華人民共和国の政治指導者。
原籍は湖南省湘潭県韶山沖、新疆生まれ。毛沢東の弟の毛沢民とその第三の妻の朱旦華の子。継父は、中国共産党初期の指導者方志敏の弟の方志純。
毛沢東のそばで成長、文革期に権勢をふるった「八人組（八人幇）」の一人で、「東北の太上皇（皇帝の父、転じて黒幕の意）」と呼ばれた。
自らの派閥（李伯秋・劉盛田・魏秉奎・尹燦貞）を組織し、大量の冤罪事件を捏造、1968年に始まった「階級隊列純潔化運動」だけで遼寧省での死傷者は1万人にのぼった。「張志新冤罪事件」の主犯の一人。

## 生い立ち
1941年2月14日、毛沢民と朱旦華（1911年12月26日-2010年5月29日）の子として新疆迪化（現在のウルムチ）で生まれる。
1942年8月、盛世才が国民政府に寝返り、毛沢民ら新疆の中共幹部が一斉に逮捕される。朱旦華らその家族も監禁される。
1943年9月27日、2歳のとき父の毛沢民が、陳潭秋・林路基らと一緒に処刑される。
1946年6月10日、監禁されていた子供を含む131人が釈放され、7月10日、延安に到着。
1946年7月中旬、毛沢東に初めて会う。
1949年、母親の朱旦華が方志純（1905年9月11日-1993年7月31日、中国共産党初期の指導者方志敏の弟）と再婚、江西省南昌へ移り住む。
1951年9月、婦人組織の会議へ出席する朱旦華と北京へ赴く。康克清に連れられて中南海へ。その後、会議を終えた朱旦華と合流。毛遠新が北京で学びたいと語ったため、毛沢東の了承を得て北京で暮らすことになる。毛沢東から「お豆ちゃん（小豆豆）」のあだ名で呼ばれる。
1954年、北京市育英学校を卒業し、北京101中学で学ぶ。クラスでは班長、中国少年先鋒隊（少先隊）の大隊長をつとめ、高三の時に中国共産党の予備党員となる。
1960年、当時秀才が集まったハルビン軍事工程学院へ推薦される。しかし、毛沢東から「自分の実力でない」と言われたことが悔しく、清華大学電子工学科を受けて合格。1961年、毛沢東と広州を訪ねた際にハルビン軍事工程学院校長の陳賡に会い、清華大学へ1学期だけ通った後、ハルビン軍事工程学院へ転入する。
1965年7月、毛沢東から「李実」の名をもらう。
1965年12月、黒龍江省巴彦県で社会主義教育運動に参加後、繰り上げ卒業。北京へ戻った後に入隊。空軍に配属され、空軍司令員の呉法憲から参謀に任命される。だが一兵卒として経験を積むべきという毛沢東の反対で、あらたに空軍の高射炮部隊に転属された。

## 文革期
1966年、文化大革命が始まると、母校のハルビン軍事工程学院に戻り紅色造反兵団を組織、黒龍江省奪権造反派の中心となる。
1966年12月、ハルビン軍事工程学院の学生を率いて初めて延辺朝鮮族自治州の州都の延吉を訪問し、延辺大学8・27革命造反団の開いた大会で造反を煽動。「朱徳海を打倒し、延辺を解放しよう」と、州長の朱徳海の打倒を訴える。延吉にハルビン軍事工程学院・紅色造反団延辺駐在所連絡所を設ける。
1967年5月、毛沢東と北京で会談、その内容が『毛主席とその甥・毛遠新の談話』として出版される。
1968年5月、遼寧省革命委員会副主任に就任。瀋陽軍区政治部副主任・政治委員（1974年2月-1976年10月）、遼寧省党委書記（1973年）など要職を歴任。江青を「お母さん」と呼ぶ。
1973年6月、試験ができず、答案用紙の裏に当局者に宛てた手紙を書いた張鉄生の「白紙答案」を称賛、遼寧日報に掲載させる。張鉄生は、この白紙答案事件により、「反潮流」の英雄となる。
1975年2月、遼寧省党委常務委員拡大会議で張志新の案件を審議した際、「反革命を止めないなら殺したほうがいい」と発言、処刑時には気管を切断して声を出せなくさせた。「張志新冤罪事件」の主犯の一人。
1975年秋、党中央代表団副団長として訪れた新疆から戻ったのち、毛沢東弁公室主任となる。八人組（張春橋・王洪文・江青・華国鋒・姚文元・陳錫聯・汪東興・毛遠新）の一人として権勢を振るう。病気の毛沢東にかわって政治局会議に出席、毛沢東と党最高首脳らとの連絡役をつとめる。毛遠新は、鄧小平をしばしば批判。毛沢東の判断に影響を与える。
1976年10月、瀋陽軍区副司令員の孫玉国に命じて、装甲師団を北京に向かわせるも、葉剣英に阻止される。
1976年10月、四人組逮捕と同時に失脚。
1977年、正式に逮捕される。

## 文革後
1986年、瀋陽で懲役17年の判決を受ける。
1989年3月17日、病気治療のために保釈。
1993年10月、刑期を終え、李実の名で上海汽車工業質量検測研究所に勤務。
1996年、上海市が供給した新居に引っ越す。
2001年、退職して年金生活を送り、烈属（殉死者の遺族）待遇を受ける。
2010年5月29日、母の朱旦華が南昌で死去。
2012年10月、河南省淅川県で南水北調プロジェクトを視察。
2013年12月、湖南省で開催された毛沢東生誕120周年記念行事に参加。
2016年4月3日、湖南省韶山で開かれた毛沢民烈士生誕120周年座談会に李訥（毛沢東と江青の一人娘）・王景清（李訥の夫）・毛小青（毛沢東の姪）ら親族および湖南省の幹部らと一緒に出席する。
2017年9月9日、河南省臨潁県南街村で開催された毛沢東主席逝去41周年活動に、毛沢東の秘書だったzh:張玉鳳らと一緒に参加する。
2023年12月26日、湖南省韶山市で開催された毛沢東生誕130周年活動に家族らとともに参加し、献花。